# کوکا کولا
کوکا کولا (به انگلیسی: Coca Cola) نوشابه کولای گازدار پرطرفدار است که در بیش از ۲۰۰ کشور جهان به فروش می‌رسد و روزانه حدود ۱٫۸ میلیارد بطری کوکاکولا در جهان مصرف می‌شود. این نوشابه محصول شرکت آمریکایی کوکاکولا است و یکی از نمادهای فرهنگی کشور ایالات متحده آمریکا به‌شمار می‌آید. نام این نوشیدنی متشکل از نام دو مادهٔ اولیه سازندهٔ آن یعنی کوکا (برگ گیاه کوکا) و کولا (دانه‌های گیاه کولا به عنوان منبع کافئین) می‌باشد. شرکت کوکاکولا کنسانتره این نوشیدنی را به صورت انحصاری تولید کرده و به تولیدکنندگان طرف قرارداد خود در سراسر جهان می‌فروشد. هرچند که نوشیدنی‌های مختلفی با طعم‌هایی مشابه کوکاکولا توسط شرکت‌های دیگر هم تولید می‌شود، اما فرمول کنونی کوکاکولا همچنان به عنوان یک راز تجاری مخفی مانده‌است.
شرکت کوکاکولا: تاریخچه، طعم بی‌نظیر و راز موفقیت جهانی
کوکاکولا از شناخته‌شده‌ترین نام‌های تجاری در جهان و دومین واژه شناخته‌شده زبان انگلیسی در جهان است. نام تجاری کوکاکولا پس از اپل و گوگل سومین نام تجاری با ارزش در جهان است و ارزش آن بیش از ۶۷ میلیارد دلار تخمین زده می‌شود. در بسیاری از کشورهای غربی این نوشابه به صورت کوتاه‌تر، کُک (Coke) نامیده می‌شود و در خاورمیانه و ایران نیز نام آن به اختصار کوکا گفته می‌شود.

## ثبات قیمت در خلال ۷۳ سال

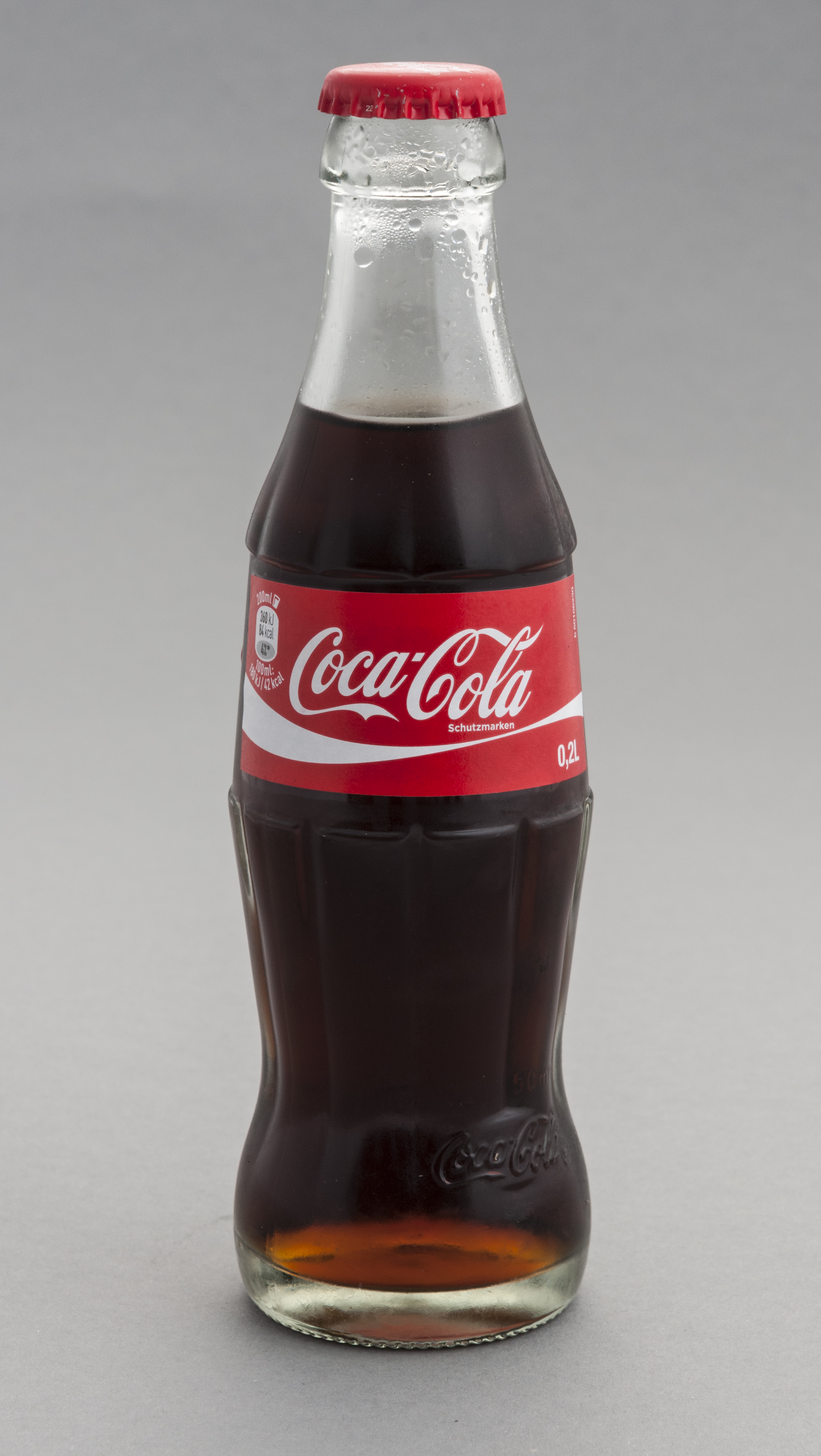
نوشابه کولای گازدار شرکت کوکاکولا

بین سالهای ۱۸۸۶ و ۱۹۵۹، (۷۳ سال) یک لیوان یا بطری کوکاکولا ۶٫۵ اونس سیال آمریکا (۱۹۰ میلی لیتری) پنج سنت یا یک نیکل قیمت ثابت داشت. این قیمت به دلایل مختلف از جمله قراردادها، تبلیغات، دستگاه‌های فروش خودکار و تورم پایین تقریباً ثابت ماند. حتی در طول رویدادهایی مانند تأسیس پپسی، جنگ جهانی اول، ممنوعیت الکل در ایالات متحده آمریکا، رکود بزرگ و جنگ جهانی دوم، قیمت ثابت باقی ماند.

## تاریخچه

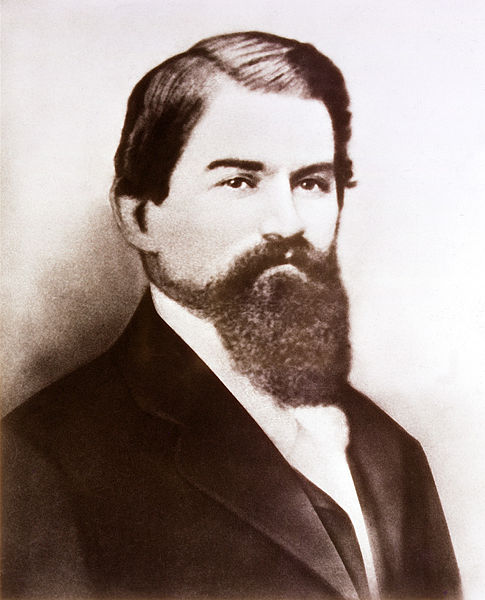
جان پمبرتون مخترع کوکاکولا

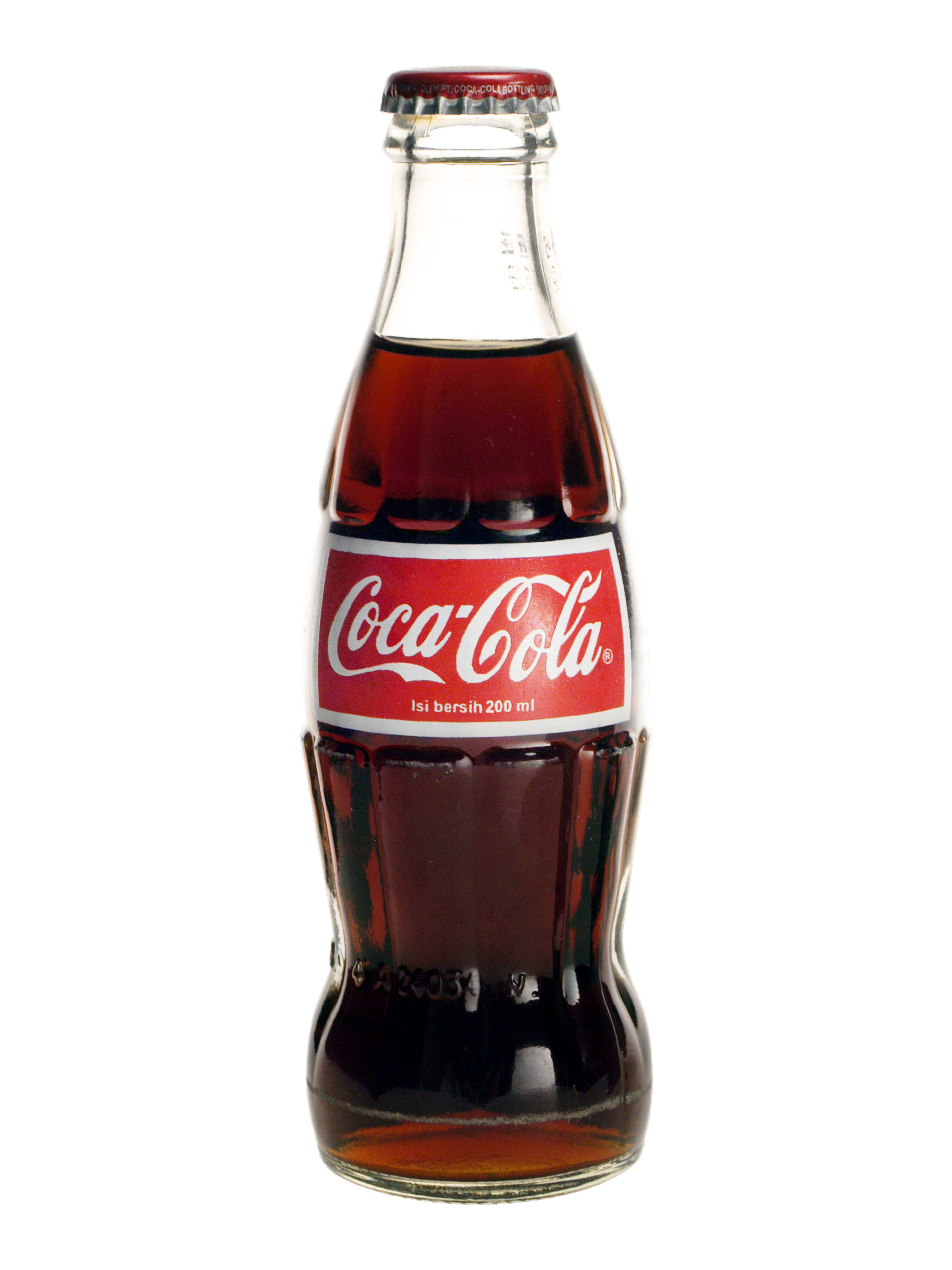
بطری مشهور کوکاکولا

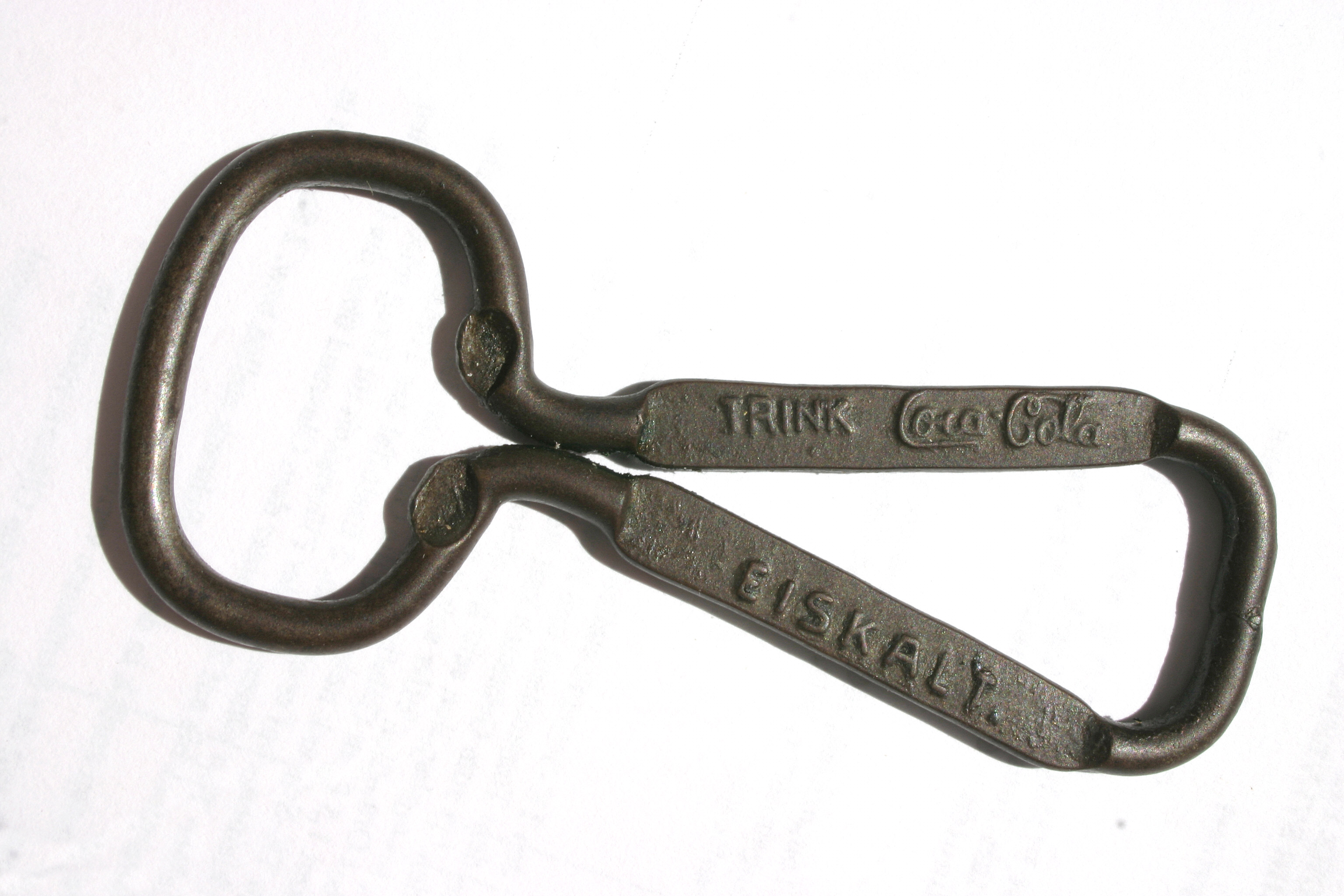
در بازکن قدیمی کوکاکولا

فرمول ساخت کوکاکولا برای نخستین بار در سال ۱۸۸۶ به صورت یک نوشیدنی، توسط جان پمبرتون داروساز آمریکایی و در شرکت مواد شیمیایی او ابداع شد. کتابدار او فرانک رابینسون انتخاب نام کوکاکولا را به او پیشنهاد داد و لوگوی دست‌نویس و سلیس آن را خطاطی کرد که تا به امروز به عنوان لوگوی این شرکت و این نوشیدنی پابرجاست. پمبرتون نوشیدنی ابداع شده توسط خود را یک داروی مقوی برای بسیاری بیماری‌ها می‌دانست. این شربت محتوی کوکائین (که از برگ کوکا گرفته می‌شد) و همچنین عصاره کافئین دانه کولا بود. (بعدها کوکائین این نوشابه در سال ۱۹۰۵ از فرمول آن حذف شد) پمبرتون نوشابه خود را به دکه‌های محلی فروش لیموناد و سودا فروخت و به تبلیغ برای آن پرداخت. به این ترتیب، کوکاکولا به عنوان پدیده‌ای جدید به موفقیت بسیاری دست یافت. جان پمبرتون هر لیوان از نوشیدنی جدیداش را به قیمت پنج سنت به مشتریانش می‌فروخت. اگرچه نهایتاً آن اندازه خوشبخت نبود که در دوران زندگی خود بتواند نصیبی هر چند اندک از شهرت این ترکیب ابتکاری ببرد و اندکی قبل از مرگ روش تهیه کوکاکولا را در برابر ۲۳۰۰ دلار به آسا کندلر، تاجر آمریکایی و شهردار شهر آتلانتا فروخت. آسا کندلر توانست به زودی از کوکاکولا یک نوشیدنی ملی آمریکایی بسازد که اسمش هم‌معنی با زندگی به سبک آمریکایی است. او اندکی شیوه تهیه کوکاکولا را تغییر داد و برای آسان‌تر کردن کار به جای لیوان و بشکه، بطری‌های مخصوصی را برای این نوشیدنی سفارش داد که امروزه همه آن را می‌شناسند و در نهایت محصولش را در سراسر آمریکا توزیع کرد. با این تغییرات همه دیگر می‌توانستند حتی در خانه‌هایشان هم کوکاکولا بنوشند. در سال ۱۸۹۶، ده سال بعد از تهیه نخستین ترکیب کوکاکولا آسا کندلر برای نخستین بار این نوشیدنی را به خارج از مرزهای آمریکا صادر کرد.

## فرمول سری کوکاکولا
همان‌طور که شاید بدانید کوکاکولا دارای فرمول سری است که تنها دولت  ایالات متحده از تمام آن خبر دارد
حتی دو مدیر شرکت از آن خبر ندارد و دو مدیر دیگر تنها از نصف آن خبر دارند.
 ‏نوشابه محبوب کوکاکولا برای اولین بار توسط دکتر جان پمبرتون، داروساز آمریکایی در سال ۱۸۸۶ اختراع شد. پمبرتون فرمول اولیه این نوشیدنی جهانی را در یک کتری برنجی در خانه خود درست کرد. پمبرتون تقریبا دو سال بعد از این اختراع شگفت‌انگیز درگذشت و راز فرمول نوشیدنی خود را به تاجری به‌نام آسا کندلر واگذار کرد.

## حمایت مالی از ورزش
کوکا کولا از سال ۱۹۸۸ با یوفا شریک بوده‌است، در یک نشست خبری در طی مسابقات جام ملت‌های اروپا ۲۰۲۰ پیش از دیدار پرتغال با مجارستان پس از اینکه کریستیانو رونالدو نوشابه کوکاکولا را کنار زد و توصیه کرد که آب بنوشید سهام این شرکت از ۲۴۲ میلیارد دلار به ۲۳۸ میلیارد دلار رسید و باعث شد این شرکت ۴ میلیارد دلار ضرر کند

## نگارخانه

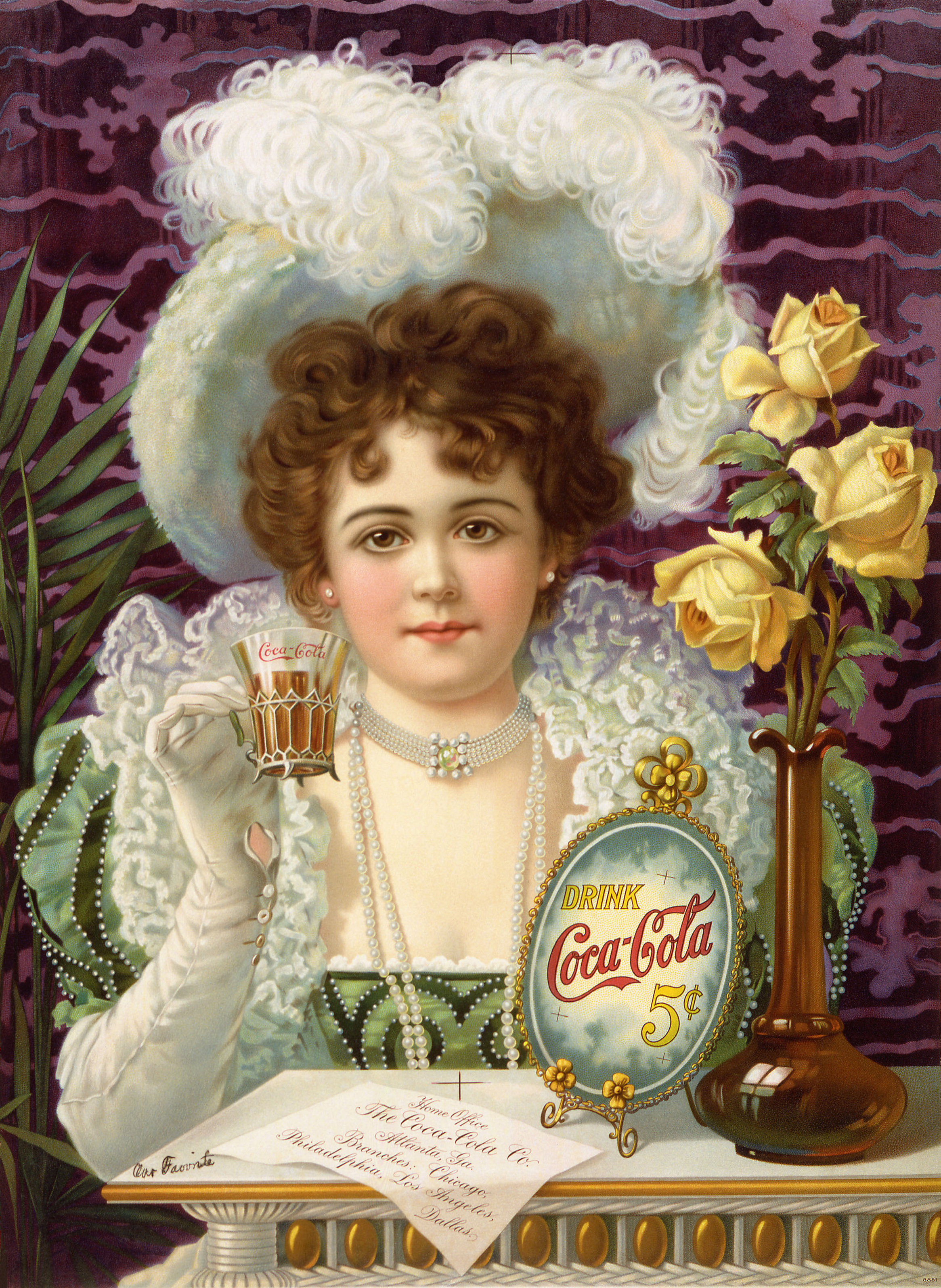
تبلیغات کوکاکولا در قرن ۱۹ با نشان دادن هیلدا کلارک در لباس رسمی در حال استفاده از محصول کوکاکولا
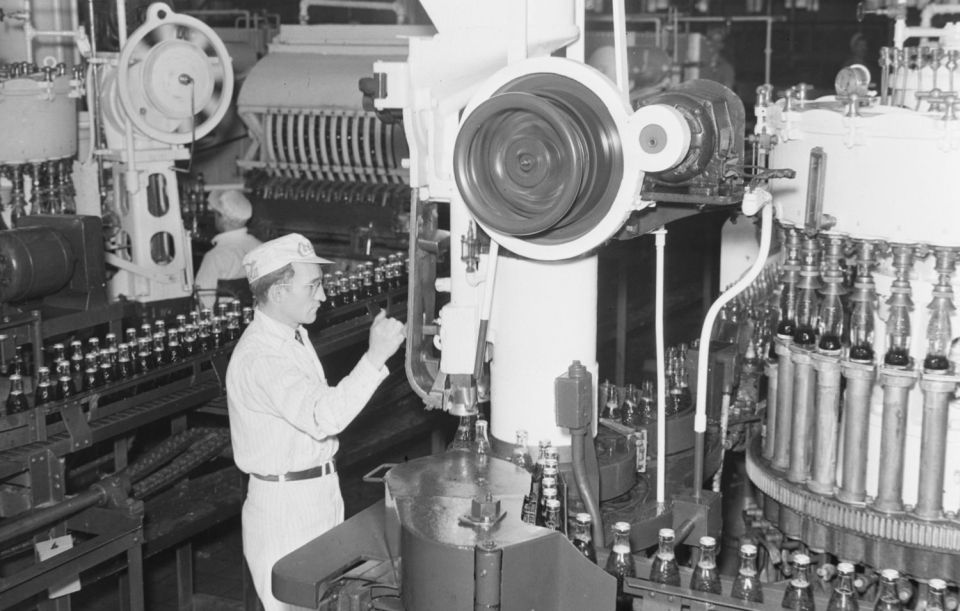
بسته بندی کارخانه کوکا کولا کانادا آموزشی ویبولیتین ۸ ژانویه ۱۹۴۱. مونترال، کانادا.
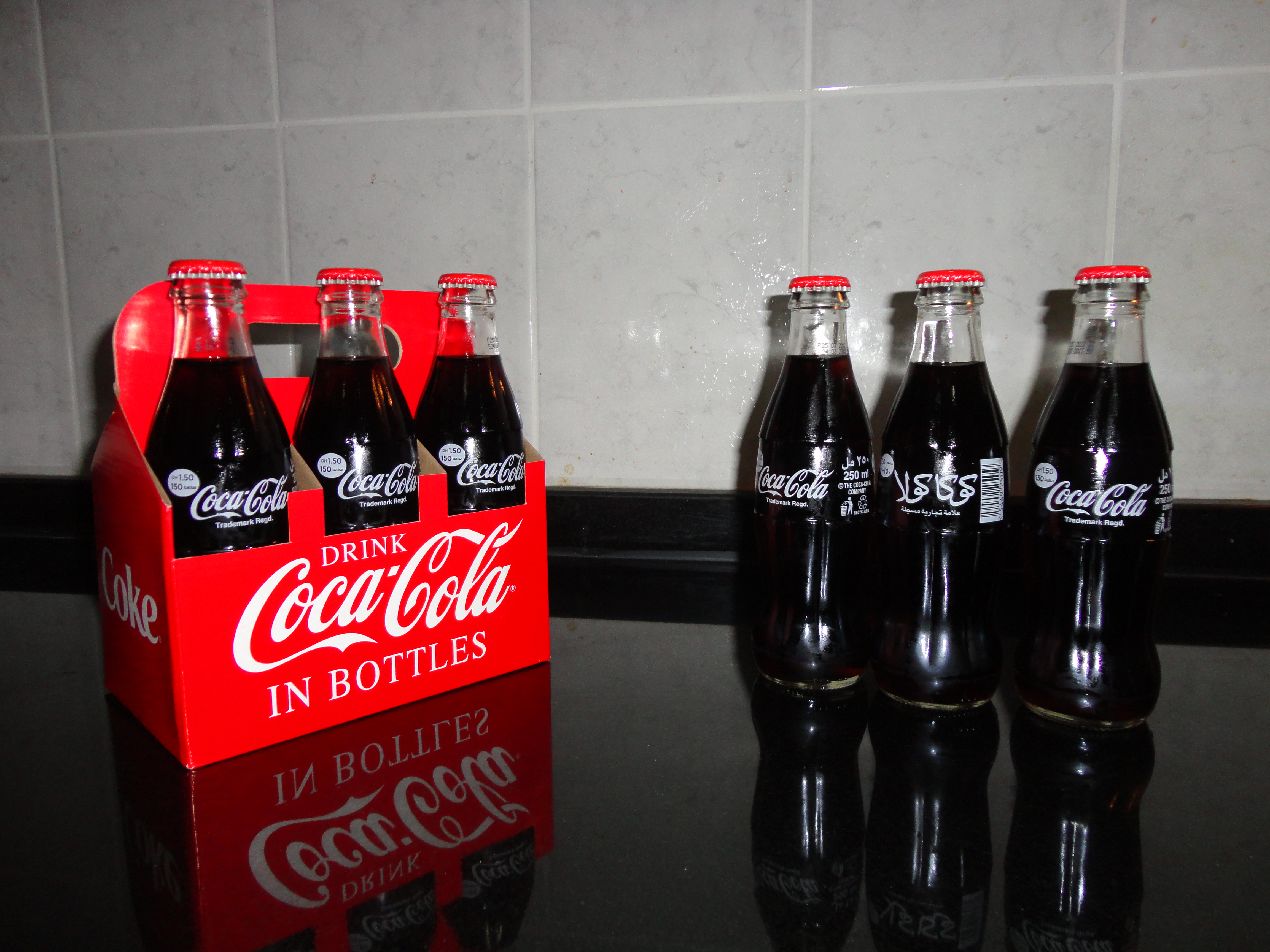
بسته‌بندی ۶ عددی کوکا کولا
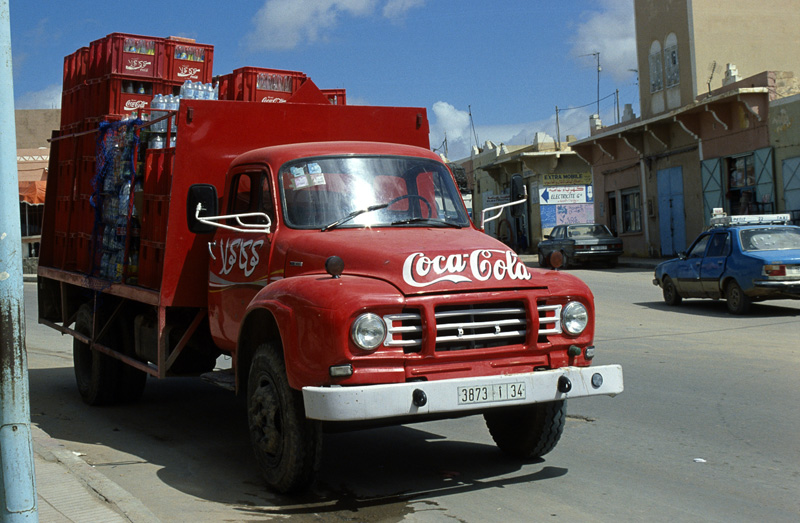